# Озерище (Черкасская область)
Озерище (укр. Озерище) — село в Каневском районе Черкасской области Украины.
Занимает площадь 1,02 км². Почтовый индекс — 19021. Телефонный код — 4736.

## Население
Население по переписи 2001 года составляло 314 человек.

### Языковой состав
Родной язык населения по данным переписи 2001 года:
| Язык       | Численность, чел. | Доля     |
| ---------- | ----------------- | -------- |
| Украинский | 284               | 90,45 %  |
| Русский    | 30                | 9,55 %   |
| Итого      | 314               | 100,00 % |

## Местный совет
19021, Черкасская обл., Каневский р-н, с. Озерище